# Uwe Proske
Uwe Proske (* 10. Oktober 1961 in Löbau) ist ein ehemaliger deutscher Fechter. Seine größten Erfolge feierte er nach der deutschen Wiedervereinigung.

## Fechten
Uwe Proske war in den 1980er Jahren der beste Degenfechter der DDR. Bei den Olympischen Spielen 1988 in Seoul belegte er als Einzelstarter Platz 34.
Nach der Wiedervereinigung gehörte er bei den Fechtweltmeisterschaften 1991 zu dem Team, das Mannschaftsbronze gewann. 1992 nahm der Fechter des SC Berlin in Barcelona an seinen zweiten Olympischen Spielen teil. In der Mannschaft standen mit Elmar Borrmann und Arnd Schmitt zwei Fechter, die 1988 mit der Mannschaft der Bundesrepublik Deutschland Silber gewonnen hatten. Wladimir Resnitschenko gewann Bronze mit der sowjetischen Mannschaft, lediglich der Pole Robert Felisiak war 1988 nicht am Start. Diese Auswahl mit Fechtern, die 1988 zu vier verschiedenen Staaten gehört hatten, gewann 1992 das Finale gegen die Ungarn.
Für den Gewinn der Goldmedaille erhielt er am 23. Juni 1993 das Silberne Lorbeerblatt.
2004 wurde Uwe Proske zum Präsidenten des Berliner Fecht-Bundes gewählt, 2007 wurde er in diesem Amt bestätigt. 2006 wurde er zusätzlich zum Fachwart Herren-Degen des Deutschen Fecht-Bundes gewählt. Über diese Ehrenämter versucht er den Fechtsport zu unterstützen.

## Familie
Uwe Proske ist seit 1991 verheiratet. Er hat zwei Töchter.

## Weitere Auszeichnungen
- Weißer Bär von Berlin 1991
- SportBambi 1992